# 瑞典红牛

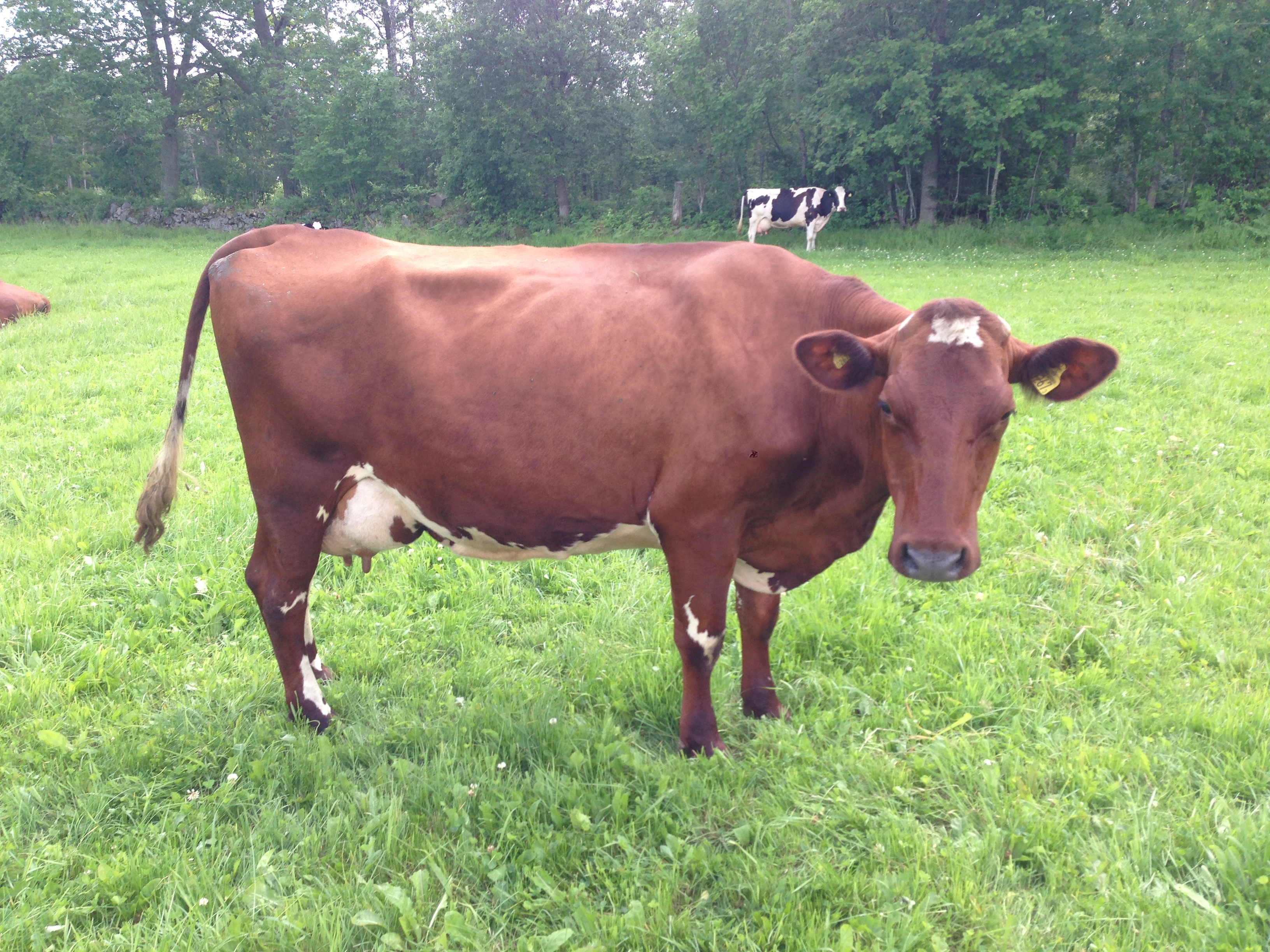
瑞典红白花牛

瑞典红牛(SRB)，又称瑞典红白花牛，(瑞典语: Svensk rödbrokig boskap或Svensk röd och vit boskap)是一个瑞典的奶牛品种，该品种起源于英格兰短角奶牛和苏格兰愛爾夏牛。 瑞典红牛富有活力适应性强，并以其易产犊、生育力强、乳房健康和长寿闻名于世。 瑞典红牛是一个多用途品种，具有一定的肉用潜力。

## 品种特性
瑞典红白花牛体型适中，毛色以红为主伴有白色斑块。 年产奶量约为8000公斤，乳脂率为4.4%，乳蛋白率为3.6%。成年牛身高约140厘米，体重500至600公斤。

## 历史
在1920年代，红斑瑞典种牛(RSB)是瑞典体型最大的牛，在与瑞典爱尔夏牛杂交后，1928年人们成功培育出SRB品种。过去五十年以来，斯堪的纳维亚国家的具有红色基因的奶牛品种，包括SRB，均被纳入了一个联合繁育计划。这个繁殖计划涉及瑞典、芬兰、丹麦以及挪威红牛 (NRF)等各北欧红牛品种。

### 目前状况
瑞典红牛与其他品种的杂交后代在其他国家和大陆也非常受欢迎，尤其是在北美洲与荷尔斯泰因牛的杂交种。 荷斯坦牛中的高发问题包括繁殖困难、高体细胞数 (SCC)、生育困难以及寿命问题。这些问题可能是由过度注重生产能力的育种计划导致的。为了应对这些问题，瑞典红牛的遗传基因开始被纳入北美洲奶牛群中。 导致这一变化的另一原因是美国和加拿大不断变化的牛奶价格。2000年1月开始实施的多重乳成分定价体系取代了单一的产奶量定价体系。各种乳成分在牛奶中的数量与品质成为定价的关键。由于瑞典红牛比纯血统的荷斯坦奶牛具有更高的乳蛋白率和乳脂率，因此进一步激励了北美洲奶农将它们的遗传因素引入到自己的牛群种。
尽管瑞典红牛在北美洲很受欢迎，然而荷斯坦化问题在瑞典也变得越来越严重。如瑞典弗里斯牛, Svensk Låglandsboskap (SLB)即众所周知的瑞典荷斯坦牛便是一个最直观的例子。由于在生产竞争中过于盲目，北美荷斯坦品种的基因在瑞典牛群中的比例稳步上升。1975年，北美荷斯坦基因在瑞典牛中比例仅为6%。但到2005年已增加到超过90%。